# Edikt z Fontainebleau

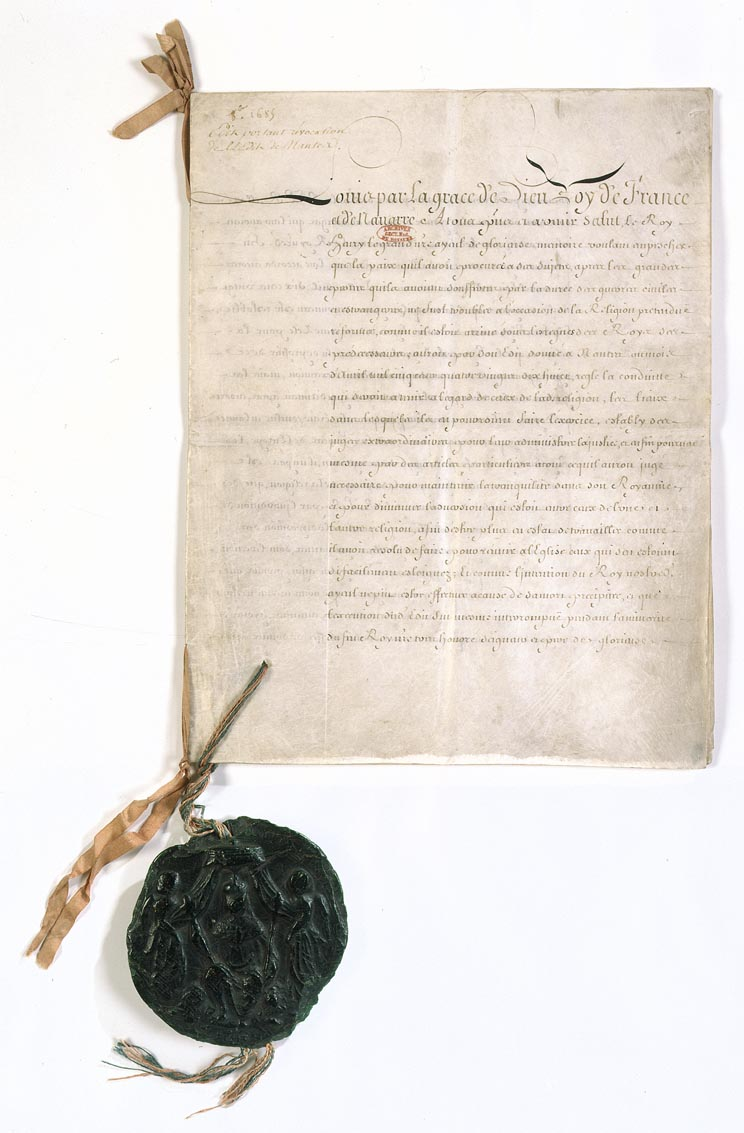
Titulní strana ediktu z Fontainebleau

Edikt z Fontainebleau je označení ediktu, vydaného 18. října 1685 francouzským králem Ludvíkem XIV.
Zrušil Edikt nantský, vydaný jeho předchůdcem Jindřichem IV., který zajišťoval svobodu vyznání na území Francouzského království nekatolíkům (protestantům).

## Edikt nantský
Edikt nantský měl především ukončit dlouhotrvající náboženské války ve Francii. Jindřich IV. měl k vydání ediktu i osobní důvody; sám byl totiž původním náboženstvím protestant. Poprvé se zřekl své víry po bartolomějské noci, kdy byl Karlem IX. držen v Louvru. V roce 1576 Jindřich, tehdy ještě král navarrský, uprchl z Paříže a vrátil se k protestantské víře. V roce 1584 se stal po smrti králova bratra Františka, vévody z Alençonu, oficiálním dědicem francouzského trůnu a o deset let později, 27. února 1594, byl korunován králem Francie, jejíž trůn se uprázdnil zavražděním Jindřicha III. Aby mohl být korunován, rozhodl se opět změnit víru na katolickou a proslul výrokem „Paříž stojí za mši“. Edikt nantský pak po čtyřech letech skutečně nastolil mír a přispěl k upevnění jednoty Francie.

## Odvolání nantského ediktu a jeho důsledky
Na základě ediktu z Fontainebleau nařídil Ludvík XIV. bourání hugenotských kostelů (templů), stejně tak zavření protestantských škol.
Odvolání nantského ediktu vedlo k rozsáhlé emigraci hugenotů (zejména do Anglie, Nizozemska, Švýcarska, Braniborska a do zámoří), což poškodilo francouzské hospodářství; do Francie se například kvůli Ediktu z Fontainebleau nemohl vrátit vynálezce Denis Papin. Odhaduje se, že do exilu odešla asi čtvrtina francouzských hugenotů. Ti, kteří zůstali, byli podrobeni tvrdým perzekucím (často např. dragonádám). Podstatná část zůstala v pasivní rezistenci vůči tlaku na přijetí katolické víry. Za vlády Ludvíka XV. perzekuce postupně zeslábly.

## Zrušení ediktu z Fontainebleau
Ludvík XVI. podepsal 7. listopadu 1787 edikt z Versailles (známý také jako Toleranční edikt), francouzským parlementem byl schválen o jeden a půl měsíce později, 19. ledna 1788. Plnou náboženskou svobodu přinesla Deklarace práv člověka a občana, z roku 1789.
V říjnu 1985 se francouzský prezident François Mitterrand veřejně omluvil potomkům hugenotů.